# Tuffi ai XVII Giochi asiatici - Trampolino 3 metri sincro femminile
La competizione dei tuffi dal trampolino 3 metri sincro femminile dei XVII Giochi asiatici si è disputata il 29 settembre 2014 presso il Centro Acquatico Munhak Park Tae-hwan, di Incheon, in Corea del Sud. Ogni coppia di atlete ha eseguito una serie di cinque tuffi.

## Programma
| Data              | Ora (UTC+9) | Turno  |
| ----------------- | ----------- | ------ |
| 29 settembre 2014 | 14:00       | Finale |

## Risultati
| Class   | Atlete         | Nazione                     | Tuffi | Tuffi | Tuffi | Tuffi | Tuffi | Totale |
| Class   | Atlete         | Nazione                     | 1     | 2     | 3     | 4     | 5     | Totale |
| ------- | -------------- | --------------------------- | ----- | ----- | ----- | ----- | ----- | ------ |
| Oro     | Cina           | Shi Tingmao Wu Minxia       | 52.80 | 51.60 | 72.90 | 67.50 | 73.80 | 318.60 |
| Argento | Malaysia       | Cheong Jun Hoong Ng Yan Yee | 46.20 | 46.20 | 67.50 | 63.00 | 64.80 | 287.70 |
| Bronzo  | Corea del Nord | Choe Un-gyong Kim Jin-ok    | 46.20 | 45.00 | 60.30 | 57.12 | 65.70 | 274.32 |
| 4       | Corea del Sud  | Cho Eun-bi Kim Su-ji        | 47.40 | 45.00 | 54.27 | 54.60 | 66.36 | 267.63 |
| 5       | Macao          | Choi Sut Ian Lo I Teng      | 44.40 | 40.80 | 51.84 | 54.00 | 63.00 | 254.04 |
| 6       | Singapore      | Fong Kay Yian Myra Lee      | 41.40 | 40.20 | 35.28 | 47.04 | 41.76 | 205.68 |